# Memorial Viviana Manservisi 2007
Il Memorial Viviana Manservisi 2007, quinta edizione della corsa e valida come evento dell'UCI Europe Tour 2007, si svolse il 22 settembre 2007, per un percorso totale di 184 km. Fu vinto dall'italiano Danilo Napolitano che giunse al traguardo con il tempo di 4h17'23" alla media di 42,893 km/h.
Partenza con 150 ciclisti, dei quali 140 portarono a termine il percorso.

## Ordine d'arrivo (Top 10)
| Pos. | Corridore           | Squadra       | Tempo    |
| ---- | ------------------- | ------------- | -------- |
| 1    | Danilo Napolitano   | Lampre        | 4h17'23" |
| 2    | Paride Grillo       | Panaria       | s.t.     |
| 3    | Giuseppe Palumbo    | Acqua & Sap.  | s.t.     |
| 4    | Francesco Chicchi   | Liquigas      | s.t.     |
| 5    | Maximiliano Richeze | Panaria       | s.t.     |
| 6    | Emiliano Donadello  | Diquigiovanni | s.t.     |
| 7    | Enrico Rossi        | OTC Doors     | s.t.     |
| 8    | Adam Wadecki        | Cer. Flaminia | s.t.     |
| 9    | Nikolaj Trusov      | Tinkoff       | s.t.     |
| 10   | Domenico Loria      | Univ. Caffè   | s.t.     |